# Клизма (процедура)

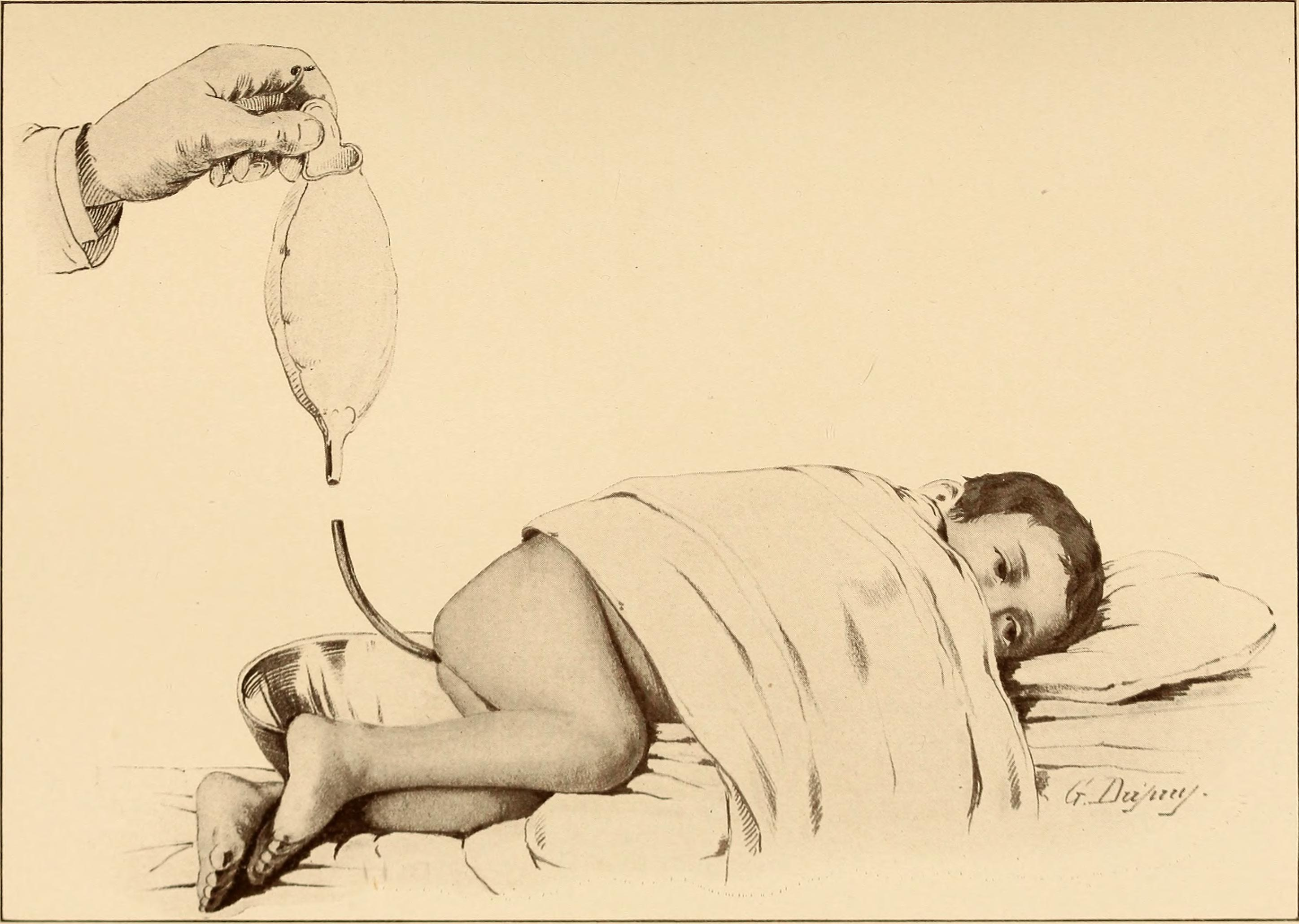
Постановка очистительной клизмы ребёнку, рисунок из книги 1910 года

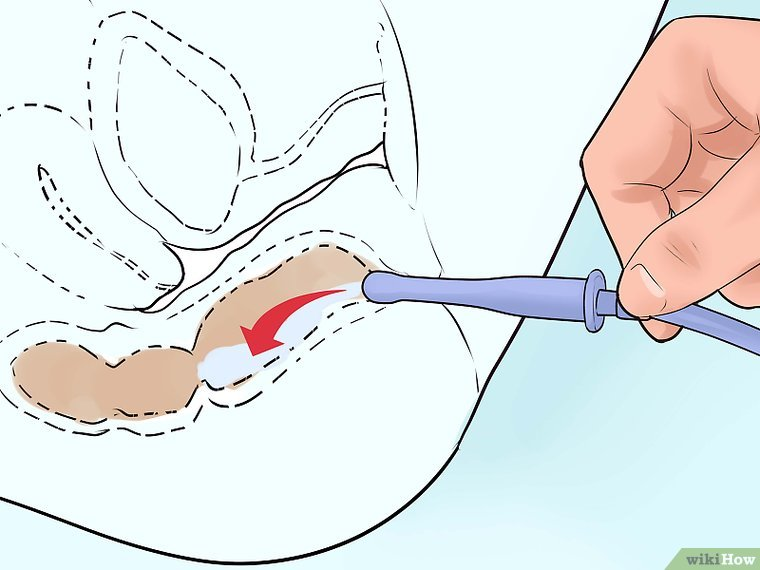
Схематичное изображение наконечника клизмы в прямой кишке женщины

Кли́зма (греч. κλύσμα от κλύζω — «чищу, промываю»; устар. — клистир) — медицинская процедура непосредственно заключающаяся во введении воды, растворов лекарственных веществ или иных жидкостей через задний проход в прямую кишку (с использованием стандартных наконечников для клизм) или непосредственно в толстую кишку (с использованием длинных кишечных трубок или наконечников для глубоких клизм).

## История

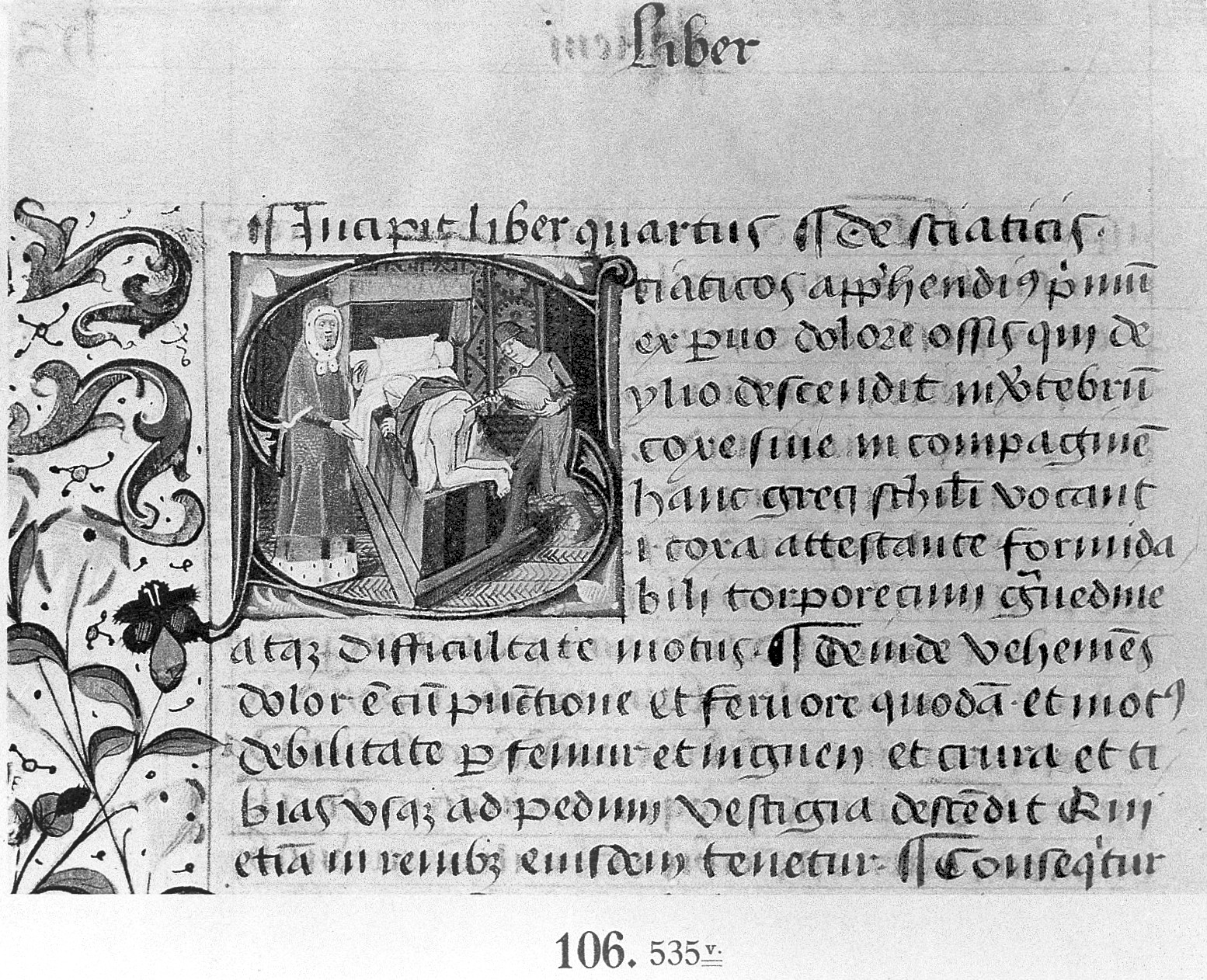
Постановка клизмы в миниатюре манускрипта Галена
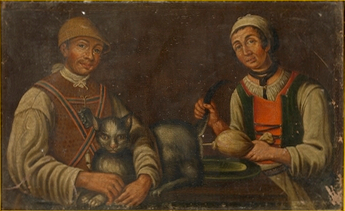
Постановка клизмы коту. XVII век, масляная живопись, экспонат Национального музея Словении
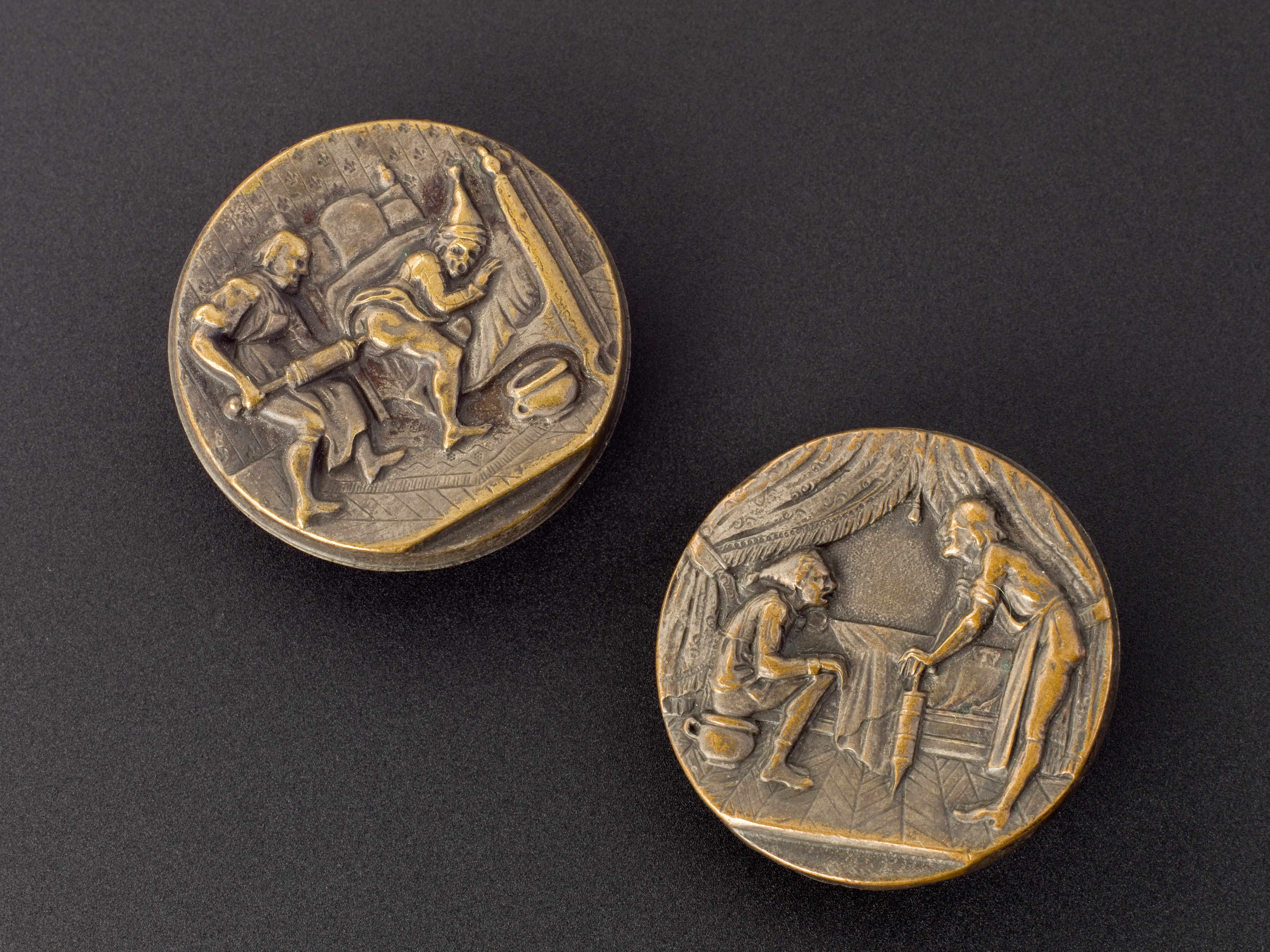
Металлические пуговицы, отображающие постановку клизмы и опорожнение кишечника на горшке. 1701 год, Германия. Экспонат Лондонского музея науки
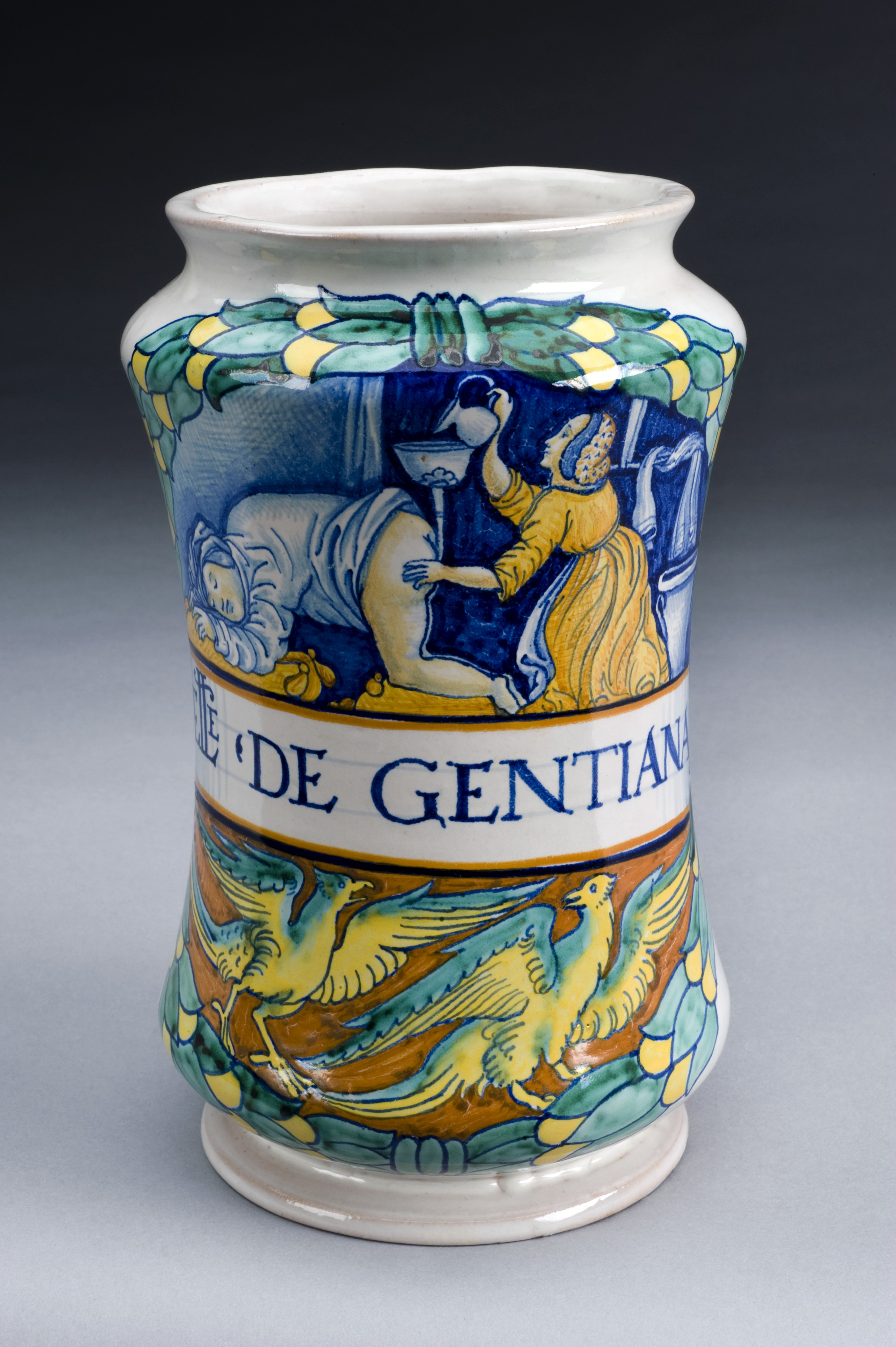
Аптечная банка из майолики. Италия, XVIII-XIX вв. Экспонат Лондонского музея науки
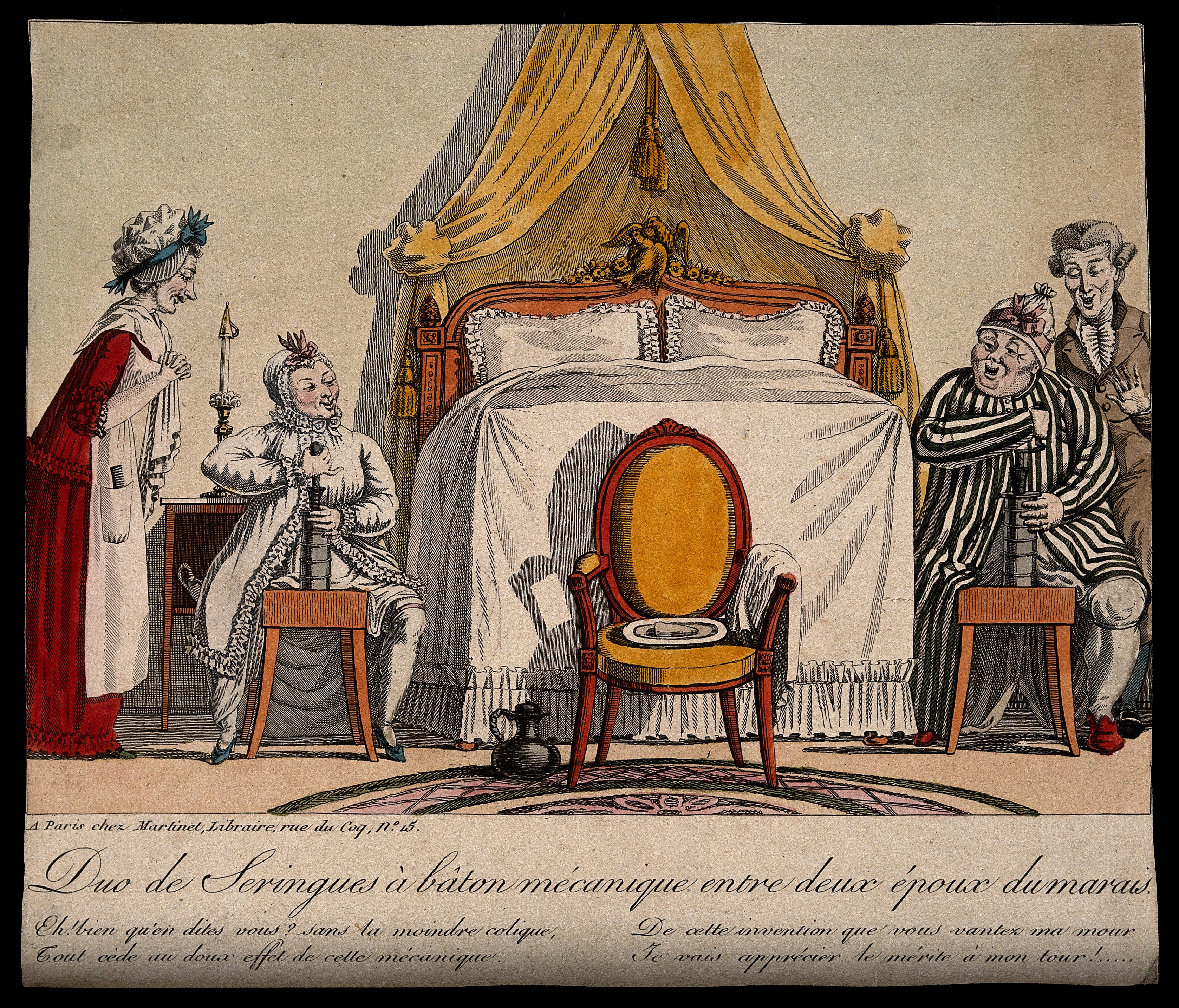
На карикатуре XIX века изображены «клизмы самообслуживания», при помощи которых пара перед сном ставит себе клизму. Франция, экспонат Wellcome Library[англ.]

## Классификация клизм как процедур

### По цели применения
В зависимости от цели клизмы подразделяют на:
- Лечебные:
  - послабляющие клизмы — обычно солевые (гипертонические растворы маловсасывающихся солей, к примеру MgSO4) или масляные;
  - очистительные (опорожнительные) клизмы — для очищения толстой кишки, ликвидации запора или калового завала, лечения отравления или интоксикации, перед некоторыми хирургическими операциями, родами, анальным сексом. При этом вводимый раствор изначально предназначен для извержения;
  - промывательные клизмы (в том числе сифонные) — зондовое промывание до чистых вод;
  - лекарственные клизмы, в том числе микроклизмы (10—100 мл) и капельные клизмы, при необходимости введения большого объёма длительно, — для введения в прямую и сигмовидную кишки растворов лекарственных веществ (отваров трав, лекарственных препаратов, суспензий биологических препаратов, ректального наркоза и т. д.), предназначенных для их удержания в прямой кишке не менее 30 минут до всасывания или с последующим опорожнением кишечника. Назначаются для лечения воспалений слизистой оболочки прямой (проктитов) и сигмовидной кишки (сигмоидитов), а также для лечения дисбактериоза кишечника. Изредка используются для введения других лекарств с целью не местного, а системного действия (например, фенобарбитал при эпилептическом статусе, анальгин при гипертермии и др.). Отрицательной стороной клизмы как лечебной процедуры является нарушение микрофлоры кишечника при частом использовании;
  - питательные клизмы — введение жидкости в объёме 0,5—1 литр медленно, с помощью капельницы [источник не указан 4266 дней]. Назначалась для заместительного кормления тяжелобольных в медицинской практике XVI — начала XX веков (вводился слабый 5%-й раствор глюкозы). Ввиду более высокой эффективности зондового и внутривенного кормления в настоящее время почти не используется;
  - терморегулирующие клизмы.
- Диагностические клизмы (в частности при рентгеноконтрастировании).
- Эротические клизмы — с целью получения эротического или сексуального удовольствия от самой клизмы (см. клизмофилия) или от связанной с ней ситуации (медицинской игры, игры в ребёнка и взрослого, БДСМ-ситуации и т. п.). Индейцы Перу практиковали ритуал, в котором мужчине из совокупляющейся пары ставили клизму во время полового акта[2]. Это способствовало стимуляции предстательной железы и усилению эрекции.
- Психотропные клизмы (алкогольные) — микроклизмы, при помощи которых в организм вводят психоактивные вещества, чаще — слабый раствор алкоголя (50—100 мл 5—10%-го р-ра). При этом существует большой риск передозировки алкоголя и алкогольного отравления, химического ожога слизистой оболочки прямой и сигмовидной кишок и их хроническое воспаление (проктит, проктосигмоидит), механического повреждения кишки во время проведения клизмы. В некоторых странах Азии практикуются клизмы с настойкой опия[2]. В Древней Греции Диоскорид рекомендовал для клизм мандрагоровое вино (приготовленное из корня мандрагоры, помещённого в бродящее вино на три месяца)[2].
- Ритуальные клизмы — как составная часть ритуалов или обычаев, например обрядов очищения. Распространены у некоторых народов Африки, ряда коренных индейских племён Северной и Южной Америки, в отдельных религиозных сектах и культах. При этом почти всегда клизменные растворы содержат наркотические и психотропные вещества, иногда афродизиаки. Американские индейцы использовали вино из агавы, лоза духов, кайенский перец, дурман, бругмансия, листья коки и др[2].

Также клизмы распространены у увлекающихся некоторыми диетами, голоданиями, похудением, некоторыми йоговскими и оздоровительными практиками.

### По количеству вводимой жидкости
- Микроклизма — введение жидкости в объёме 10—100 мл. Используется для введения лекарственных препаратов.
- Очистительная клизма — введение жидкости в объёме 1,5—2 литров. Используется для очищения толстой кишки при запоре или перед проведением диагностических исследований прямой и ободочной кишки (эндоскопических, рентгенологических). Например, очистительную клизму делают при ирригоскопии — рентгенологическом обследовании толстого кишечника.
- Сифонная клизма — введение жидкости в суммарном объёме 15—20 литров на одну процедуру путём многократного вливания и выливания 1—2 литров жидкости. Используется для выведения из организма токсических веществ, глубокого очищения толстой кишки. Гидроколонотерапия не является эквивалентом сифонной клизмы.

### По составу вводимых растворов
В зависимости от вводимых в толстую кишку растворов клизмы подразделяют на:
- Простые (водные) клизмы. Применяются чаще всего при запорах, перед родами, для очистки кишечника перед хирургическими операциями.
- Лекарственные клизмы — клизмы с растворами лекарственных препаратов или отварами лекарственных трав, например ромашки. Эффективность всасывания зачастую выше, чем при пероральном применении препаратов за счёт высокой всасывающей способности слизистой оболочки кишечника. В большинстве случаев перед введением лекарств рекомендуется проведение очистительной клизмы.
- Мыльные клизмы — клизмы с мыльным раствором. Применяются в основном при запорах как стимулятор перистальтики толстой кишки. Часто мыло комбинируется с глицерином, также являющимся сильным стимулятором перистальтики.
- Глицериновые клизмы — клизмы с чистым глицерином либо с его водным раствором. Применяются в основном при запорах как стимулятор перистальтики толстой кишки, часто с добавлением мыла.
- Гипертонические клизмы — клизмы с гипертоническим раствором поваренной соли или магния сульфата. Применяются в основном при запорах и при противопоказаниях к простым водным клизмам, когда нежелательна водная нагрузка на организм (повышенное внутричерепное давление, повышенное системное артериальное давление, задержка воды, отёки).
- Масляные клизмы — клизмы с растительным или минеральным (вазелиновым) маслом. Применяются в основном при упорных запорах, а также для смазки и защиты слизистой толстой кишки от раздражения перед введением мыльной или глицериновой клизмы.
- Кислые клизмы — клизмы с добавлением лимонного сока или уксуса. Небольшой сдвиг pH в кислую сторону усиливает перистальтику менее сильно, чем мыло или глицерин, и не вызывает чрезмерного раздражения толстой кишки. Применяются в основном при запорах. При гнилостной диспепсии и диарее, когда pH кала сильно щелочной, клизмы со слегка подкислённой водой уменьшают боль и раздражение в толстой и прямой кишках и в заднем проходе.
- Содовые клизмы — клизмы с добавлением небольшого количества пищевой соды (гидрокарбоната натрия). Небольшой сдвиг pH вводимой в кишечник воды в щелочную сторону, нормальную для толстой кишки, уменьшает раздражающее действие клизмы и спазмы. При бродильной диспепсии и диарее, когда кислотность кала в толстой кишке патологически повышена, содовая клизма уменьшает боль и раздражение в толстой и прямой кишках и в заднем проходе.
- Клизмы с добавлением пероксида водорода[источник не указан 4266 дней] (не более 1 % в итоговом растворе, иначе возможен ожог слизистой толстой кишки) применяются для стимулирования перистальтики толстой кишки. Пероксид водорода, реагируя с органическими веществами, выделяет свободный кислород, который может вызывать сильное вздутие толстой кишки. Поэтому такая клизма категорически противопоказана при малейшем подозрении на снижение прочности её стенки, как, например, при язвенном колите — это может привести к разрыву толстой кишки.
- Клизма Огнева, названная так по имени её изобретателя. Предложена и внедрена в практику старшим ординатором проктологического отделения Центрального военного клинического госпиталя им. А. А. Вишневского Валентином Петровичем Огневым. За сильное раздражающее действие на кишечник врачи-хирурги в шутку называют её «огненной клизмой». Содержит смесь, сильно стимулирующую перистальтику толстой кишки: 20 мл 3 % пероксида водорода, 20 мл чистого (безводного) глицерина и 20 мл мыльного раствора (раньше использовали 100 мл сухого вина). Применяется только при полной атонии или значительном парезе толстой кишки, например, послеоперационном парезе толстой кишки. Не применяется в случаях, когда противопоказан пероксид водорода (см. выше).
- Кислородная клизма — нагнетание в толстую кишку кислорода при помощи специального прибора с подачей кислорода порциями по 100 мл. Применяется при лечении некоторых форм гельминтозов, так как определённые гельминты не переносят высокой концентрации кислорода.
- Табачная клизма — введение в прямую кишку табачного дыма. Применялась в Европе в XVIII — начале XIX века при попытках реанимации утопленников. Считалось, что прогревание табачным дымом может восстановить дыхание[3].

### По температуре вводимых жидкостей
- Холодная клизма — клизма с жидкостью температуры от 0 °С до комнатной, но ниже комнатной. Сильно стимулирует перистальтику толстой кишки, снижает температуру тела. Применяется при атонических запорах, атонии или парезе толстой кишки, в случаях, когда необходимо минимизировать всасывание, а также при каловой интоксикации, каловых завалах, когда тёплая клизма может растворить кал, вызвать всасывание токсина и усилить каловую интоксикацию. Применяется и как средство быстрого физического охлаждения и снижения температуры тела при гипертермии, в частности при тепловом ударе или инфекционных заболеваниях. Не следует применять при спастических запорах, спазмах толстой кишки, когда показано введение тёплой клизмы.
- Прохладная клизма — клизма с жидкостью комнатной температуры. Субъективно воспринимается кишечником как прохладная, но менее спазмогенна и неприятна, чем холодная. Тоже снижает температуру тела. Применяется при атонических запорах, при гипертермии, в основном у детей, когда холодную воду ввести затруднительно из-за сопротивления ребёнка, а также при лёгких формах запоров и менее выраженной гипертермии у взрослых. Не следует применять при спастических запорах, спазмах кишечника, когда показано введение тёплой клизмы.
- Тёплая клизма — клизма с жидкостью температуры тела, измеренной в прямой кишке, или чуть выше (+37— +39 °С, до +40 °C). Субъективно воспринимается как тёплая. Расслабляет толстую кишку, оказывает спазмолитическое действие, не так сильно стимулирует моторику кишечника, как холодные и прохладные клизмы. Лучше растворяет кал и всасывается. Не влияет на температуру тела. Применяется при спастических запорах, спазмах гладкой мускулатуры толстой кишки и прилегающих к толстой кишке органов, а также у детей, сопротивляющихся холодной или прохладной клизмам. Также в виде тёплого раствора полагается вводить лекарственные вещества и отвары лекарственных трав, поскольку так они лучше и быстрее всасываются и не вызывают нежелательных при лекарственной клизме позывов на дефекацию и спазмов. Нельзя применять тёплую клизму при каловой интоксикации во избежание её усиления при растворении и всасывании кала. Нежелательно использовать тёплые клизмы и при атонии и парезе толстой кишки, когда предпочтительны холодная или прохладная клизмы.
- Горячая клизма — клизма с жидкостью температуры между +40 и +45 °C (обычно +42— +43 °С, но ни в коем случае не выше +45 °C во избежание термического ожога слизистой кишки). Субъективно воспринимается как горячая, но не обжигающая. Вызывает более сильные спазмы и позывы на дефекацию, чем тёплая клизма, но менее сильные, чем холодная. Применяется в основном как средство согревания простаты при простатите у мужчин.

## Клизма в искусстве

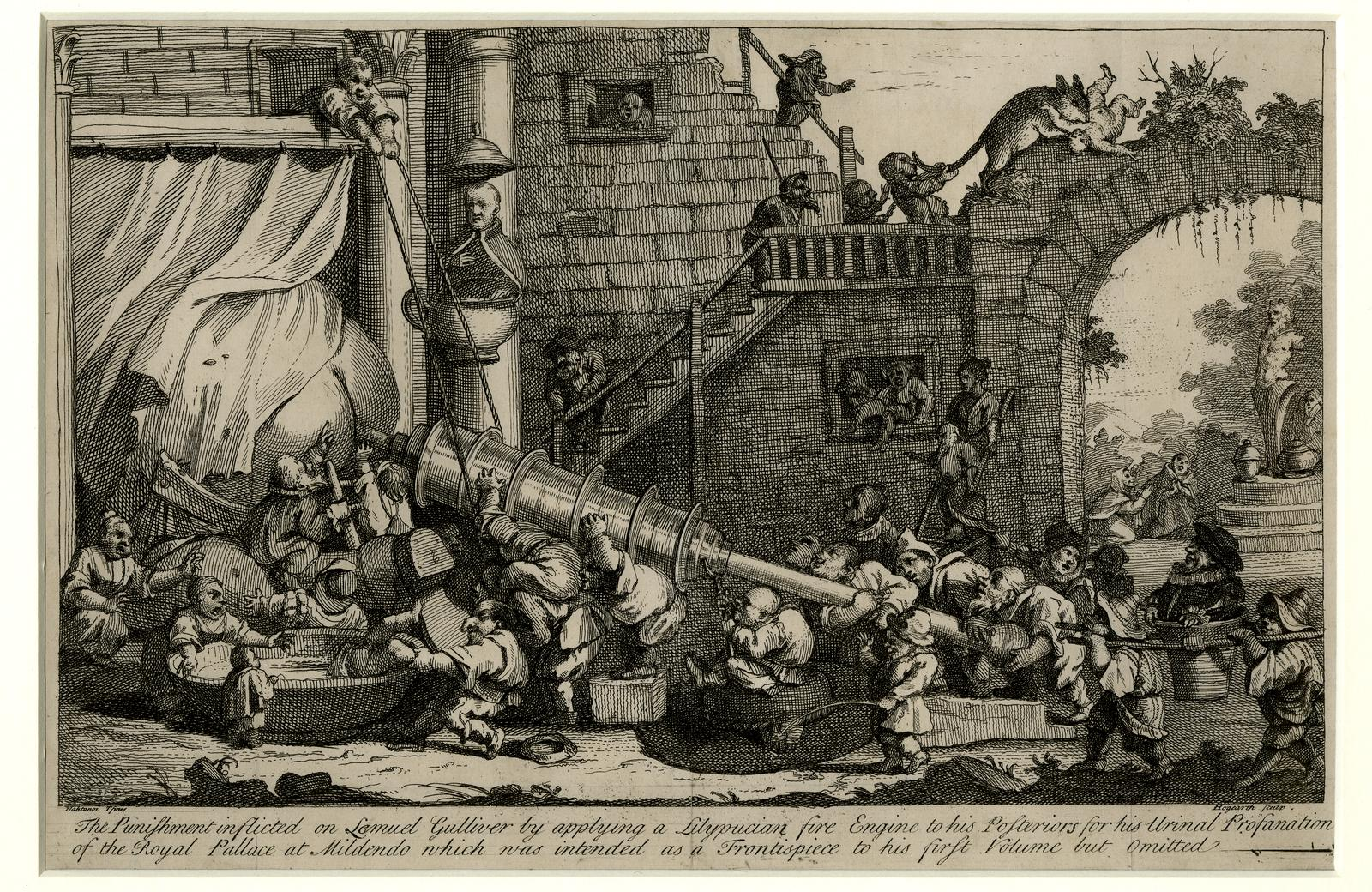
Лилипуты наказывают Лемюэля Гулливера, ставя ему клизму. Джонатан Свифт, 1861, экспонат Британского музея

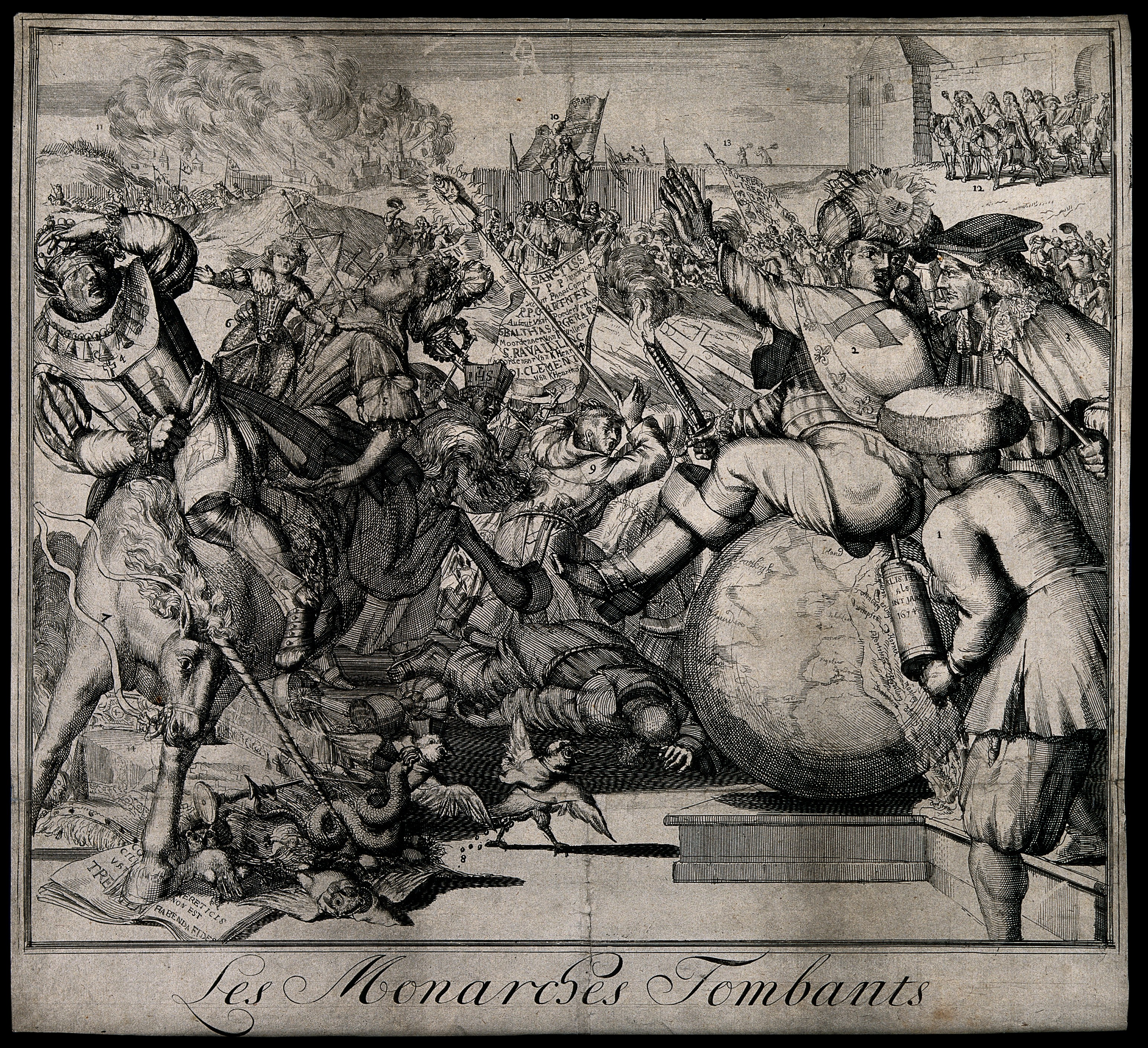
Людовику XIV, сидящему на глобусе, ставят клизму. Ромейн де Хоге, около 1689 года, экспонат Wellcome Library